# Arda (Tolkien)
Arda a Föld neve J. R. R. Tolkien mitológiájában. Ez az a bolygó, amelyet Ilúvatar eljövendő Gyermekeinek (a tündéknek és az embereknek) szánt. Eä része. Arda eredetileg lapos volt, Ilúvatar Númenor bukásakor formált belőle gömb alakú bolygót és ekkor választotta le róla Valinort, az Áldott Kontinenst.
Az Első Korban Valinoron kívül még fontos helyszín volt Beleriand, valamint Helcar beltengerének nyugati részén elterülő Cuiviénen, ahol a tündék felébredtek. Valinor és Beleriand között húzódott a Helcaraxë, azaz a Zajló Jég, ami egyfajta jégszorosként összekötötte e két kontinenst. Az emberek ébredésének helyszíne Hildórien, egy Cuiviénentől délkeletre található terület. 
Az Izzó Harag Háborúját követően, amikor a Valák a földre alászálltak és legyőzték az első gonoszt, Morgoth-t, Beleriand megsemmisült. Egy része maradt csupán meg, ami a Középfölde nyugati részét képező Lindon volt. Ezzel kezdődött Arda Másodkora. Az emberek ekkor a Középföldét és Valinort elválasztó tengeren kaptak egy csillag alakú szigetet, Númenort. Majd Númenor megromlott és elbukott, és Sauront, a második gonoszt is legyőzték, ezzel pedig kezdetét vette a Harmadkor.